# Donald Fagen
Donald Jay Fagen (ur. 10 stycznia 1948 w Passaic) – amerykański muzyk, kompozytor oraz wokalista jazzrockowy, członek grupy Steely Dan.
Jego najbardziej znaną płytą jest The Nightfly.

## Dyskografia solowa
- The Nightfly (1982)
- Kamakiriad (1993)
- Morph the Cat (2006)
- Sunken Condos (2012)